# Liste des sénateurs de l'Ain

## Sénateurs de l'Ainsous laIIIeRépublique
| Début de mandat | Fin de mandat | Nom                    |
| --------------- | ------------- | ---------------------- |
| 1876            | 1885          | Louis Bonnet           |
| 1876            | 1885          | Charles Philippe Robin |
| 1885            | 1907          | Étienne Goujon         |
| 1885            | 1899          | Jean Mercier           |
| 1885            | 1900          | Hippolyte Morellet     |
| 1901            | 1908          | Joseph Pochon          |
| 1900            | 1912          | Honoré Giguet          |
| 1908            | 1923          | Alexandre Bérard       |
| 1909            | 1917          | Pierre Baudin          |
| 1920            | 1945          | Eugène Chanal          |
| 1912            | 1923          | Donat Bollet           |
| 1923            | 1935          | Adolphe Messimy        |
| 1923            | 1945          | Albert Fouilloux       |
| 1935            | 1945          | Michel Tony-Révillon   |

## Sénateurs sous laIVeRépublique
| Début de mandat | Fin de mandat | Nom                    |
| --------------- | ------------- | ---------------------- |
| 1946            | 1948          | Gustave Mermet-Guyenet |
| 1946            | 1951          | Jean Saint-Cyr         |
| 1948            | 1959          | André Litaise          |
| 1951            | 1955          | Paul Chastel           |
| 1951            | 1959          | Auguste Billiemaz      |

## Sénateurs sous laVeRépublique

### Sénateurs de l'Ain(mandature1959-1962)
|  | Identité          | Étiquette | Autres mandats                         |
|  | ----------------- | --------- | -------------------------------------- |
|  | Auguste Billiemaz | RAD       | Conseiller général du Canton de Belley |
|  | Joseph Brayard    | DVG       |                                        |

### Sénateurs de l'Ain(mandature1962-1971)
|  | Identité          | Étiquette | Autres mandats                         |
|  | ----------------- | --------- | -------------------------------------- |
|  | Auguste Billiemaz | RAD,MRG   | Conseiller général du Canton de Belley |
|  | Joseph Brayard    | DVG       |                                        |

### Sénateurs de l'Ain(mandature1971-1980)
|  | Identité          | Étiquette    | Autres mandats                                                                         |
|  | ----------------- | ------------ | -------------------------------------------------------------------------------------- |
|  | Auguste Billiemaz | MRG          | Conseiller général du Canton de Belley                                                 |
|  | Roland Ruet       | FNRI, UDF-PR | Président du Conseil général de l'Ain (1976-1984) Maire de Ferney-Voltaire (1959-1971) |

### Sénateurs de l'Ain(mandature1980-1989)
|  | Identité              | Étiquette | Autres mandats                                                                         |
|  | --------------------- | --------- | -------------------------------------------------------------------------------------- |
|  | Guy de La Verpillière | UDF-PR    |                                                                                        |
|  | Roland Ruet           | UDF-PR    | Président du Conseil général de l'Ain (1976-1984) Maire de Ferney-Voltaire (1959-1971) |

### Sénateurs de l'Ain(mandature1989-1998)
|  | Identité       | Étiquette | Autres mandats                                                                                  |
|  | -------------- | --------- | ----------------------------------------------------------------------------------------------- |
|  | Jean-Paul Émin | UDF-PR    |                                                                                                 |
|  | Jean Pépin     | UDF-PR    | Président du Conseil général de l'Ain (1992-2004) Maire de Saint-Nizier-le-Bouchoux (1977-2001) |

### Sénateurs de l'Ain(mandature1998-2008)
|  | Identité       | Étiquette | Autres mandats                                                                                  |
|  | -------------- | --------- | ----------------------------------------------------------------------------------------------- |
|  | Jean-Paul Émin | DL, UMP   |                                                                                                 |
|  | Jean Pépin     | DL, UMP   | Président du Conseil général de l'Ain (1992-2004) Maire de Saint-Nizier-le-Bouchoux (1977-2001) |

### Sénateurs de l'Ain(mandature2008-2014)
|  | Identité           | Étiquette | Autres mandats |
|  | ------------------ | --------- | --- |
|  | Jacques Berthou    | PS        | Maire de Miribel                                                                                                  |
|  | Sylvie Goy-Chavent | UMP       | Maire de Cerdon                                                                                                   |
|  | Rachel Mazuir      | PS        | Président du Conseil général de l'Ain (2008-2015) Conseiller général du Canton de Bourg-en-Bresse-Est (1988-2015) |

### Sénateurs de l'Ain(mandature2014-2020)
|  | Identité           | Étiquette   | Autres mandats |
|  | ------------------ | ----------- | --- |
|  | Sylvie Goy-Chavent | UDI-RAD, LR | Maire de Cerdon                                                                                                   |
|  | Patrick Chaize     | UMP, LR     | Maire de Vonnas                                                                                                   |
|  | Rachel Mazuir      | PS          | Président du Conseil général de l'Ain (2008-2015) Conseiller général du Canton de Bourg-en-Bresse-Est (1988-2015) |

### Sénateurs de l'Ain(mandature2020-2026)
|  | Identité                | Étiquette | Autres mandats                                             |
|  | ----------------------- | --------- | ---------------------------------------------------------- |
|  | Sylvie Goy-Chavent      | LR        | Conseillère régionale d'Auvergne-Rhône-Alpes               |
|  | Patrick Chaize          | LR        | Conseiller municipal de Vonnas                             |
|  | Florence Blatrix-Contat | PS        | Maire de Drom Conseillère régionale d'Auvergne-Rhône-Alpes |